# Roos Van Vlaenderen
Roos Van Vlaenderen (1984) is een Vlaamse actrice. Ze studeerde in 2007 af aan de Toneelacademie van Maastricht.

## Filmografie
- Deadline 14.10 - Christine Roels (2012)
- Code 37 - Veronique De Brouwer (2012)
- Hasta la Vista! - Jogger (2011)
- De helaasheid der dingen - Verpleegster (2009)

## Theater
Van Vlaenderen is vooral actief in het theater. Een kleine greep uit haar werk:
| Titel                | Instelling            | Regie                                  |
| -------------------- | --------------------- | -------------------------------------- |
| Alexej               | Het Paleis            | Koen De Sutter                         |
| Embrasse             | productiehuis Brabant | Leen Braspenning                       |
| Woeste hoogten       | theater Artemis       | Floor Huygen                           |
| Mamadreen            | productiehuis Brabant | Leen Braspenning                       |
| Leonce und Lena      | Ensemble Leporello    | Koen De Sutter                         |
| Bananen drijven niet | fABULEUS              | Roos Van Vlaenderen & Annelore Strubbe |
| Macbethbranding      | Ensemble Leporello    | Dirk Opstaele                          |